# Marcel Cerdan
Marcellin „Marcel” Cerdan (ur. 22 lipca 1916, zm. 28 października 1949) – francuski bokser, zawodowy mistrz Francji i Europy w wadze półśredniej i średniej, a także mistrz świata w wadze średniej (1948–49). Uznawany za najwybitniejszego francuskiego pięściarza i jednego z najlepszych zawodników wagi średniej w historii. Będąc u szczytu kariery, zginął w wieku 33 lat w katastrofie lotniczej na Azorach.

## Sportowa kariera

### Wczesna kariera
Urodził się we francuskiej Algierii. W wieku 6 lat wyjechał z rodziną do Casablanki w Maroku, będącym ówcześnie francuskim protektoratem. Tam z inicjatywy ojca, który zajmował się organizowaniem amatorskich turniejów pięściarskich, zaczął trenować boks. W wieku 8 lat stoczył swoją pierwszą amatorską walkę. Ukończywszy 18 lat, w 1934 roku rozpoczął zawodową karierę w wadze półśredniej. W ciągu niespełna trzech lat, walcząc na terenie Maroka i Algierii, wygrał 28 walk z rzędu. W lipcu 1937 roku podpisał kontrakt z paryżaninem Lucienem Rouppem, który był jego managerem przez kolejnych 11 lat. We wrześniu Cerdan znokautował w Casablance byłego mistrza Czechosłowacji i pretendenta do mistrzostwa Europy, Eduarda Hrabaka, dzięki czemu otrzymał szansę wyjazdu i walk w Metropolii.

### Mistrz Francji i Europy w wadze półśredniej
W lutym 1938 roku, po stoczeniu kilku zwycięskich walk w Paryżu, powrócił do Casablanki, gdzie zdobył zawodowe mistrzostwo Francji w wadze półśredniej, pokonując na punkty Omara Kouidriego. Po walce został ochrzczony przez prasę „Marokańskim Bombardierem” – pseudonim ten towarzyszył mu do końca kariery. Trzy miesiące później znokautował w Paryżu Gustave’a Humery’ego, byłego mistrza Europy w wadze lekkiej, dzięki czemu stał się jednym z najpopularniejszych francuskich pięściarzy.
Po walce z Humerym dwukrotnie obronił mistrzostwo Francji, a w styczniu 1939 roku po raz pierwszy walczył za granicą, gdy zmierzył się w Londynie z Harrym Crasterem. Cerdan, dotychczas niepokonany w 45 walkach, został zdyskwalifikowany w piątej rundzie z powodu faulu na Angliku i tym samym poniósł pierwszą porażkę w zawodowej karierze. Powetował ją miesiąc później, gdy pokonał w Paryżu na punkty ówczesnego mistrza Europy, Saverio Turiello. Stawką walki nie był tytuł Włocha, jednak zaproponował on Cerdanowi rewanż w swoim rodzinnym Mediolanie – tym razem pojedynek miał być o czempionat kontynentu. Odbył się on 3 czerwca 1939 roku na welodromie Vigorelli. Francuz pokonał rywala przez decyzję sędziów po 15 rundach, zostając nowym mistrzem Europy IBU w wadze półśredniej.

### Okres wojny
Cerdan stoczył jeszcze wygraną walkę z innym Włochem, Cleto Locatellim (byłym mistrzem Europy w wadze lekkiej), po czym jego karierę przerwał wybuch II wojny światowej. 6 września 1939 roku został zmobilizowany i wcielony do Marynarki Wojennej. Służył w Maroku w jednostce artylerii nadbrzeżnej, następnie jako posłaniec. Po upadku Francji pozostał w Północnej Afryce, która znalazła się pod kontrolą kolaboranckiego rządu Vichy. Przez krótki okres grał w piłkę nożną (otrzymał nawet dwukrotnie powołanie do reprezentacji Maroka), po czym w styczniu 1941 roku wznowił karierę bokserską. Dostał zezwolenie na wyjazd do Ameryki, aby trenować i walczyć z tamtejszymi czołowymi bokserami, jednak przystąpienie USA do wojny pokrzyżowało te plany. W grudniu po raz pierwszy od ponad 2 lat wystąpił w Europie – w Vichy znokautował Szwajcara Roberta Seidla. Dochody z tej walki przeznaczył na rzecz francuskich jeńców wojennych w Niemczech.
W sierpniu 1942 roku doznał w Algierze drugiej porażki w karierze – ponownie przez dyskwalifikację – tym razem z Victorem Buttinem. W tym samym roku został pozbawiony mistrzostwa Europy przez kontrolowane przez hitlerowców władze IBU, gdyż nie podjął w wyznaczonym terminie obrony tytułu przeciwko Niemcowi Gustavowi Ederowi. We wrześniu zgodził się jednak walczyć w okupowanym Paryżu o odzyskanie tytułu z Hiszpanem Jose Ferrerem. Cerdan w ciągu 83 sekund ośmiokrotnie powalił rywala na deski, zanim sędzia przerwał pojedynek. Po walce Francuz opuścił ring, nie odbierając należnej mu gaży, a następnie, używając podrobionych przepustek, przedostał się do Maroka. Wkrótce potem alianci zajęli posiadłości Vichy w Afryce Północnej, a cała kontynentalna Francja została zajęta przez wojska III Rzeszy. Cerdan zaciągnął się do Marynarki Wojennej Wolnych Francuzów i w konsekwencji przez prawie rok nie walczył. Na ring powrócił w sierpniu 1943 roku. Walczył głównie przeciwko amerykańskim zawodowym bokserom odbywającym służbę wojskową na froncie śródziemnomorskim, wygrywając dwa międzyalianckie turnieje w Algierze i Rzymie. W 1944 roku przeszedł do wagi średniej.

### Mistrz Francji i Europy w wadze średniej
Po zakończeniu wojny opuścił Afrykę i osiadł w Paryżu. W listopadzie 1945 roku znokautował czarnoskórego Assane Dioufa, odbierając mu mistrzostwo Francji w wadze średniej. W grudniu 1946 roku zmierzył się na stadionie Parc des Princes z byłym mistrzem, Robertem Charronem w pojedynku zapowiadanym przez francuską prasę jako „walka stulecia”. W obecności 37 tysięcy widzów Cerdan obronił tytuł, pewnie wygrywając przez werdykt sędziów. Świadkiem walki był Mike Jacobs, wpływowy nowojorski promotor. Zaproponował on Francuzowi zmierzenie się z czołowym amerykańskim pięściarzem, Holmanem Williamsem. Cerdan pokonał go w Paryżu na punkty, dzięki czemu wyjechał do USA, gdzie w grudniu 1947 roku zadebiutował w Madison Square Garden, pokonując byłego pretendenta do mistrzostwa świata, Georgiego Abramsa.
Dwa miesiące później zdobył mistrzostwo Europy EBU, nokautując w Paryżu Belga Leona Fouqueta. W marcu 1948 roku powrócił do Nowego Jorku, gdzie znokautował Harolda Greena. W październiku w Chicago skrzyżował rękawice z Estończykiem Antonem Raadikiem. Choć pokonał go na punkty, był po raz pierwszy w karierze bliski nokautu. W ostatniej, dziesiątej rundzie był trzykrotnie liczony i przed porażką uratował go gong kończący walkę.
Na początku 1948 roku dwukrotnie obronił mistrzostwo Europy. W maju, w trzeciej jego obronie, zmierzył się na brukselskim Heysel z Cyrille’em Delannoitem. Belg zwyciężył przez kontrowersyjną decyzję sędziów, przerywając serię 39 zwycięstw Francuza. Niespełna dwa miesiące później doszło do rewanżu (również w Brukseli). Cerdan odzyskał tytuł, pokonawszy Delannoita na punkty, mimo że dwa dni wcześniej podczas treningu doznał kontuzji prawej ręki.

### Mistrz świata
Zwycięstwo nad Delannoitem sprawiło, że otrzymał szansę zdobycia mistrzostwa świata. Było ono w posiadaniu Tony’ego Zale’a, który w czerwcu 1948 roku odzyskał tytuł w swojej trzeciej konfrontacji z Rockym Graziano.
Walka odbyła się 21 września 1948 roku na Roosevelt Stadium w Jersey City. Zale, Amerykanin polskiego pochodzenia, był faworytem bukmacherów, którzy przyjmowali na niego zakłady w stosunku 8 do 5, i cieszył się reputacją jednego z najmocniej uderzających pięściarzy w historii wagi średniej. Cerdan przewyższał go jednak szybkością, agresją i precyzją ciosów. Pretendent kontrolował walkę od samego jej początku, aż w końcu, w ostatnich sekundach 11. rundy, doprowadził do nokdaunu mistrza lewym sierpowym. Zamroczony Zale upadł na kolana i został z trudem doprowadzony do narożnika przez swoich sekundantów. Nie był jednak w stanie wyjść do następnej rundy i Francuz został ogłoszony nowym mistrzem świata w wadze średniej.
Cerdan powrócił do Paryża. Wzdłuż drogi z lotniska do ratusza, pod którym zorganizowano na jego cześć uroczystość, był witany przez 300-tysięczny tłum, który sparaliżował ruch w centrum miasta. Został przyjęty w Pałacu Elizejskim przez prezydenta Vincenta Auriola oraz dostąpił zaszczytu zapalenia znicza przy Grobie Nieznanego Żołnierza. Wkrótce potem zagrał w dwóch filmach.
W tym czasie rozstał się ze swoim wieloletnim managerem Lucienem Rouppem i podpisał kontrakt z Anglikiem Joem Longmanem. Wiosną 1949 roku znokautował w Londynie mistrza Imperium Brytyjskiego, Dicka Turpina, a następnie w Casablance Polaka Lucjana Krawczyka. 16 czerwca stoczył w Detroit obronę mistrzostwa świata przeciwko Jake’owi LaMotcie. W pierwszej rundzie został przewrócony przez Amerykanina. Upadając, doznał poważnej kontuzji lewego barku. Przez następnych osiem rund boksował więc tylko jedną ręką, aż w końcu w dziesiątej Longman nakazał poddać walkę.
Uzgodniono, że obaj pięściarze zmierzą się ponownie w rewanżu. Walka została początkowo zaplanowana na 28 września w Madison Square Garden, potem przełożono ją na 2 grudnia 1949 roku.

## Śmierć
Aby lepiej przygotować się do rewanżu, Cerdan postanowił wyjechać wcześniej do Ameryki, gdzie zaplanowano dla niego obóz treningowy w Loch Sheldrake pod Nowym Jorkiem. Do USA miał dotrzeć drogą morską, lecz po rozmowie telefonicznej ze swoją kochanką Édith Piaf, która koncertowała właśnie w Nowym Jorku, powziął spontaniczną decyzję o wybraniu się tam samolotem w nocy z 27 na 28 października. Nie było już biletów na lot, jednak w ostatniej chwili miejsce na pokładzie odstąpiła mu para nowożeńców wybierająca się do Ameryki w podróż poślubną.
Lockheed L-749 Constellation (lot Air France FDA-NZ), na pokładzie którego leciał bokser, rozbił się nad ranem 28 października o szczyt Vara na wyspie São Miguel podczas próby międzylądowania na Azorach. Cerdan, Longman i 46 pozostałych osób na pokładzie (w tym skrzypaczka Ginette Neveu) zginęło na miejscu. Zwłoki Cerdana zidentyfikowano dzięki złotemu zegarkowi – podarunkowi od Piaf. Zostały one potem przetransportowane do Casablanki, gdzie odbył się uroczysty pogrzeb. 21 listopada 1949 pięściarz został pośmiertnie odznaczony Legią Honorową V klasy. W 1995 roku trumnę z jego ciałem na wniosek żony przeniesiono do Francji, na cmentarz Cimetière du Sud w Perpignan.
W swojej trwającej 15 lat zawodowej karierze stoczył 116 walk, z których przegrał tylko 4: dwie przez dyskwalifikację, jedną przez kontrowersyjny werdykt sędziów i jedną z powodu kontuzji. Jest powszechnie uznawany za najwybitniejszego francuskiego boksera oraz jednego z najlepszych pięściarzy wagi średniej w historii. W 1991 roku został wprowadzony do Międzynarodowej Galerii Sław Boksu.

## Życie prywatne
Był jednym z pieds-noirs. Narodził się w Sidi-Bel-Abbès – ówcześnie jednej z głównych baz Legii Cudzoziemskiej – ze związku Hiszpana i Francuzki. Miał trzech braci i siostrę. Naukę szkolną zakończył w wieku 11 lat, pracował potem w dokach Casablanki. Po osiągnięciu pełnoletności został zawodowym bokserem, idąc w ślady swoich dwóch starszych braci.
W styczniu 1943 roku poślubił 17-letnią Marinette Lopes, z którą miał trzech synów: Marcela (ur. 1943), René (1945) i Paula (1949). Marcel Cerdan junior został później zawodowym pięściarzem wagi półśredniej.
W lipcu 1946 roku, po wygranej walce z Holmanem Williamsem, udał się do paryskiego Le Club des Cinq. Poznał śpiewającą tam tego wieczoru Édith Piaf. W styczniu 1948 roku ich znajomość przerodziła się w romans, który trwał aż do tragicznej śmierci Cerdana. Piosenkarka była na widowni podczas kilku jego walk, m.in. przeciwko Zale’owi. Poświęciła mu utwór L’Hymne à l’amour. Historia ich miłości została ukazana w filmie Edith i Marcel (1983) w reżyserii Claude’a Leloucha. W rolę boksera wcielił się jego syn, Marcel. Związek Cerdana z Piaf ukazany został również w filmie Niczego nie żałuję – Edith Piaf (2007), gdzie rolę Cerdana wykreował Jean-Pierre Martins.